# 长角坝乡
长角坝乡是中国陕西省汉中市佛坪县下辖的一个乡。

## 行政区划
长角坝乡下辖以下行政区：
两河口村、教场坝村、沙坝村、下沙窝村、上沙窝村、小南坪村、龙草坪村、东河村、田坝村